# Elvis Now
Elvis Now – album studyjny Elvisa Presleya z 1972 roku, który uzyskał status złotej płyty.

## Lista utworów
| 1.  | „Help Me Make It Through the Night”          | 2:49  |
|     |                                              |       |
| 2.  | „Miracle Of The Rosary”                      | 1:52  |
|     |                                              |       |
| 3.  | „Hey Jude” (John Lennon, Paul McCartney)     | 4:31  |
|     |                                              |       |
| 4.  | „Put Your Hand In The Hand” (Gene MacLellan) | 3:17  |
|     |                                              |       |
| 5.  | „Until It’s Time For You to Go”              | 3:59  |
|     |                                              |       |
| 6.  | „We Can Make The Morning”                    | 3:56  |
|     |                                              |       |
| 7.  | „Early Mornin’ Rain” (Gordon Lightfoot)      | 2:57  |
|     |                                              |       |
| 8.  | „Sylvia”                                     | 3:18  |
|     |                                              |       |
| 9.  | „Fools Rush In (Where Angels Fear to Tread)” | 3:18  |
|     |                                              |       |
| 10. | „I Was Born About Ten Thousand Years Ago”    | 3:12  |
|     |                                              |       |
|     |                                              | 33:09 |
|     |                                              |       |